# Santa Caterina di Valfurva
Santa Caterina di Valfurva est une frazione (hameau) italienne de la commune de Valfurva située dans la province de Sondrio en Lombardie, non loin de la frontière italo-suisse. En été ou en hiver, le lieu est propice au tourisme.
Le hameau, niché au cœur du Parc national du Stelvio est distant d'environ 8 km de Valfurva et d'une douzaine de Bormio. Par la proximité avec cette dernière, régulièrement ville hôte d'événements internationaux de ski alpin, et la richesse du domaine skiable, Santa Caterina accueille souvent des compétitions de haut niveau. Ainsi, outre les différentes étapes de Coupe du monde, la station a accueilli à deux reprises des épreuves des Championnats du monde de ski alpin en 1985 et 2005.
L'alpiniste Achille Compagnoni, l'un des deux premiers hommes ayant gravi le mont K2 avec Lino Lacedelli, et la skieuse alpine Deborah Compagnoni, triple championne olympique entre 1992 et 1998, sont originaires de Santa Caterina.

## Sources
- (it) Cet article est partiellement ou en totalité issu de l’article de Wikipédia en italien intitulé « Santa Caterina di Valfurva » (voir la liste des auteurs).